# Тазакенди (Марнеульский муниципалитет, Алгети)
Тазакенди (груз. თაზაქენდი, азерб. Təzəkənd) — село Марнеульского муниципалитета, края Квемо-Картли республики Грузия со 100 %-ным азербайджанским населением. Находится на юге Грузии, на территории исторической области Борчалы.

## История
История села Тазакенди уходит своими корнями в 1926-1928 гг-да, когда в результате перенаселения села Алгети (др. название Месджидли Горархы - азерб. Məscidli Gorarxı) жители начинают строить дома в близлежащей пустой местности, где в течение двух лет образуется большой поселок, который в дальнейшем получает название Тазакенди, что в переводе с азербайджанского на русский язык означает - «Новая деревня».

## География
Граничит с селами Хутор-Лежбадини, Аджиискенди, Азизкенди и Алгети Марнеульского Муниципалитета.

## Население
По данным Государственного статистического комитета Грузии, согласно официальной переписи 2002 года, численность населения села Тазакенди составляет 2230 человек и на 100 % состоит из азербайджанцев.

## Экономика
Население в основном занимается сельским хозяйством, овцеводством, скотоводством и овощеводством.
Через село Тазакенди проходит участок 29-ти километрового газопровода Абаша-Сенаки в западной Грузии, построенного трестом «Нефтегазстрой» азербайджанской нефтяной компании «SOCAR».
В марте 2007 года, для усиления телефонной связи между Грузией и Азербайджаном, в 6 сел Марнеульского района (Тазакенди, Азизкенди, Капанахчи, Меоре-Кесало, Пирвели-Кесало и Алгети) Грузии были проведены телекоммуникационные линии и созданы, электрифицированные телефонные станции, что дало возможность жителям села использовать телефоны и интернет.
Население испытывает трудности с транспортом, так как ближайшая автобусная остановка находится на расстоянии двух километров от села, в соседнем селе Алгети. Отсутствие летом оросительных систем, приводит к гибели большей части урожая от засушья.

## Достопримечательности
- Мечеть. Ахунд мечети - Эльчин Дашданов.[7]
- Средняя школа имени Амраха Асланова.[8] Была построена в 1934 году. До 2005 года занятия проходили на азербайджанском языке. С 2005 года учёба ведется на двух языках - азербайджанском и грузинском. В школе обучается 420 учеников. Преподавательский состав состоит из 51 учителя. В 1968 году учебное заведение получило статус средней школы.[1]

## Известные уроженцы

Уроженец села Аслан Амрахов

- Акиф Аббас оглы Керимов - бывший депутат, а затем председатель Сумгаитского городского Совета Народных Депутатов, с 2002 года работает заместителем председателя Сумгаитского городского муниципалитета.[9]
- Тофиг Акперов - известный спортсмен, обладатель Кубка мира по кикбоксингу 2006 года, чемпион Азии по Фулл-контакт кикбосингу 2007 года, чемпион Грузии по кикбоксингу 2003 года, чемпион Евразии по кикбоксингу 2002 года, обладатель Кубка СНГ по кикбоксингу 2004 года и мн. др.[10]
- Эсмира Мурадова - учительница средней школы села Тазакенди, стипендиат президента Грузии.[11]
- Амрах Кара оглы Асланов - участник Великой Отечественной войны, полный кавалер ордена Славы.[12]
- Наби Аскеров - доктор филологических наук, профессор, лауреат премии «Золотое перо».[13]